# محمد کرام الدینی
محمد كرام‌ الديني (مواليد 1955)، كاتب ومترجم وصحفي علمي ومحاضر إيراني وهو مؤلف ومترجم للعديد من المقالات والكتب باللغة الفارسية حول علم الأحياء وتعليم الأحياء. ألف أو ترجم أكثر من 37 كتابًا علميًا والعديد من المقالات باللغة الفارسية. حصل على العديد من الجوائز بما في ذلك «أفضل كتاب للعام» (أربع مرات: 2006، 2010، 2011 و 2017)، «مهرجان الرشد لأفضل كتب تعليمية» (ثلاث مرات: 2002 ،2011، 2013) و«مهرجان أفضل كتاب جامعي» (في عام 2012). محمد كرام‌الديني هو أيضًا مؤسس أولمبياد علم الأحياء الإيراني، وكان رئيسًا للجنة العلمية الوطنية للأولمبياد البيولوجي الإيراني لمدة 20 عامًا.